# Efrajim Gur
Efrajim Gur (hebrejsky: אפרים גור, narozen jako Efrajim Gorlišvili, ეფრემ გორელიშვილი) je izraelský politik a bývalý poslanec Knesetu za strany Ma'arach, Achdut lema'an ha-šalom ve-ha-alija a Likud.

## Biografie
Narodil se 1. září 1955 v obci Kulaši v Sovětském svazu (dnes Gruzie). V roce 1972 přesídlil do Izraele. Sloužil v izraelské armádě, kde dosáhl hodnosti vojína (Tura'i). Pracoval jako pojišťovací agent. Hovoří hebrejsky a rusky.

## Politická dráha
Působil jako tajemník Strany práce v Ašdodu a předseda Svazu imigrantů z bývalého Sovětského svazu. Předsedal také organizaci Derech. Byl místostarostou Ašdodu.
V izraelském parlamentu zasedl poprvé po volbách v roce 1988, do nichž šel za Ma'arach, tedy střechovou kandidátní listinu, do které se tehdy sdružila Strany práce. Byl členem výboru pro státní kontrolu, finančního výboru a výboru pro imigraci a absorpci. Během volebního období se rozešel se svou mateřskou stranou a založil novou formaci nazvanou Achdut le-Ma'an ha-Šalom ve-ha-Alija (Jednota pro mír a imigraci). Pak přešel do Likudu. Opětovně byl zvolen ve volbách v roce 1992, nyní již za Likud. Stal se členem výboru pro imigraci a absorpci a výboru pro záležitosti vnitra a životního prostředí. Během volebního období z Likudu odešel a zůstal nezařazeným poslancem. Ve volbách v roce 1996 kandidoval opět za vlastní politickou formaci, ta ale nezískala žádné mandáty.
Zastával i vládní funkce, konkrétně šlo o post náměstka ministra komunikací (v roce 1990) a náměstka ministra dopravy (1990–1992).